# Merlin
 For alternative betydninger, se Merlin (flertydig). (Se også artikler, som begynder med Merlin)
Merlin er en mystisk troldmand i sagnkredsen om Kong Arthur. Figuren Merlin (walisisk Myrddin, kornisk Marzhin, bretonsk Merzhin), har rødder i gamle britiske forestillinger om "den vise eneboer i skoven".
Merlin var rådgiver for den unge Arthur og hjælper Arthur med at blive konge. Han hjalp også Arthurs fader, Uther Pendragon, der dog ikke levede op til kongeværdigheden. Efter Uthers død sørger Merlin for at Arthur tages i pleje hos Sir Ector. Han hjalp også med at skaffe sværdet Excalibur fra "Damen i søen"
Merlin ender med at forelske sig i vandnymfen Nimueh (eller Vivienne), og lærer hende alt, hvad han ved. Hun kvitterer ved at tryllebinde ham med hans egen magi, så han aldrig får magt over hende. Således forhindres han i at bistå kong Arthur i den afgørende kamp mod Mordred.
Nimueh er formodenligt en af de mange versioner af den keltiske moder-gudinde Damen i søen, der optræder mange steder i Arthur-legenden.

## Etymologi
Navnet Merlin er den franske form for det walisiske navn Myrddhin der betyder bakkesø.